# (2518) Rutllant
(2518) Rutllant est un astéroïde de la ceinture principale.

## Description
(2518) Rutllant est un astéroïde de la ceinture principale. Il fut découvert le 22 mars 1974 à Cerro El Roble par Carlos Torres. Il présente une orbite caractérisée par un demi-grand axe de 2,31 UA, une excentricité de 0,17 et une inclinaison de 5,9° par rapport à l'écliptique.

## Compléments